# Sandrine Guiadan Kouam
Sandrine Guiadan Kouam, née le 15 juin 1994, est une karatéka camerounaise.

## Biographie
Sandrine Guiadan Kouam est médaillée de bronze en kumite par équipes aux championnats d'Afrique 2019 à Gaborone.